# Милош Църнянски
Милош Църнянски (на сръбски: Милош Црњански) е сръбски поет-експресионист, писател, преводач и дипломат.
Роден е в Чонград, но израства в Темишвар (дн. Тимишоара). Църнянски е основоположник на съвременния сръбски роман.

## Биография
Започва да пише през 1908 г. Учи история на изкуството и философия във Виена. Служи в Галиция по време на Първата световна война. Завършва следването си в Белград. Назначен е за културен аташе в посолството на Кралство Югославия в Берлин, Рим и Лисабон.
По време на Втората световна война и след нея е емигрант в Лондон, където остава до 1965 г. След това се завръща в Сърбия.

## Произведения

### Стихосбирки
- Лириката на Итака (Лирика Итаке) (1919)
- Суматра (1920)
- Стражилово (1921)

### Проза
- Дневник Чарноевич (Дневник о Чарнојевићу), антивоенен роман (1921)
- Преселения (Сеобе), исторически роман (1929)
- Втора книга на Преселения (Друга књига Сеоба), исторически роман (1962)
- Kap španske krvi, исторически роман (1970)
- Роман за Лондон (Роман о Лондону) (1971)

### Преводи на български език
- Преселения; Дневник на Чарноевич: романи, превод Сийка Рачева, София: Народна култура, 1981
- Преселения – втора книга: роман, превод Сийка Рачева, София: Народна култура, 1985
- При хиперборейците, том 1 – 2: роман, превод Ася Тихинова-Йованович, София: ИК Унискорп, 2017
- Капка испанска кръв: роман, превод Рада Шарланджиева, София: СОНМ, 2021